# Иларион Драгостинов
Иларион Иванов Драгостинов (Арбанасчето) е български националреволюционер.

## Биография
Иларион Драгостинов е роден към 1852 г. в село Арбанаси, Горнооряховско. Второто дете в семейството на заможния търговец Иван Драгостинов, българин от Елена, женен за дъщерята на видния търговец Панайот Анастасоглу. По това време гръцкото влияние там е значително и от дете Иларион Драгостинов говори на гръцки език в дома си. Образованието си започва в гръцкото начално училище, тъй като българско училище било отворено едва през 1870 г. Тих, кротък и прилежен, от малък проявява любознателност и голяма наклонност към учението.
През 1868 г. завършва успешно Главното мъжко петокласно училище в Търново, в което усвоил добре френски и турски език, а по-късно румънски, немски и италиански. Сближава се с младежи като Филип Симидов, в чиято среда изживява първите си патриотични чувства. След като става свидетел на неуспешния бунт на хаджи Ставри през 1862 г. и на жестоката разправа на турците с въстаниците, у него се пробужда омраза към поробителя, укрепва голямата му обич към родината и свободата.
През 1868 г. заминава за Русе и се сближава с дейците на читалище „Зора“, огнище на просветна и революционна дейност. Погълнат от просветните идеи, развива широка дейност като секретар на читалището и ръководи агитацията срещу гърцизма в града. Само за една нощ определената за гръцка църква сграда е срината от младежите.
Паралелно с това се утвърждава и като уважаван търговец, създавайки самостоятелна комисионерска къща, която поддържа търговски връзки с Цариград, Виена, Букурещ, Галац, Одеса, Гюргево и с градове от българските земи.
Постепенно обаче изоставя успешната си търговска дейност, отдавайки се всецяло на революционното дело. През 1871 г. е един от учредителите на Русенския революционен комитет наред с Никола Обретенов, Тома Кърджиев, Ради Иванов и Георги Икономов. За да може по-лесно да изпълнява задачите на комитета, напуска кантората си и постъпва на работа като търговски агент, а по-късно като телеграфист при железопътната станция в Русе. Неведнъж подпомага съмишленици да преминат тайно река Дунав. Лично пресича реката и под прикритието на служебните си задължения върши организационна работа. Следи всяко разпореждане на турската власт по телеграфа и уведомява за всичко комитета. През пролетта на 1872 г. Русенският частен революционен комитет го изпраща като свой представител в Букурещ на общото събрание на БРЦК.
Две години по-късно е изпратен в Шумен със задачата да възстанови Шуменския частен революционен комитет, замрял след бягството на Панайот Волов. Въпреки убедителните си слова обаче, не успява да склони шуменските дейци и се налага да се върне в Русе. Предателство го принуждава да забегне веднага във Влашко. Слабите опити за въстание, пламнали през септември 1875 г. в Стара Загора, в с. Червена вода, се оказват недостатъчни да увлекат народните маси за общо въстание.
На заседанията през ноември – декември 1875 г. на Гюргевския революционен комитет се вземат съдбоносни решения. Между членовете му е и Иларион Драгостинов като един от първите ръководители на движението. На него е поверен Вторият революционен окръг с център Сливен – град с хайдушка, борческа традиция и с частен революционен комитет, основан още от Васил Левски. Започва повсеместна тайна подготвителна революционна дейност. От Гюргево пише до приятелите си:
„Сбогом, братя, а най-вече не забравяйте, че днес е най-сгодната минута за нас да възкръснем. Гответе се, гответе се“.
С воля за борба и със съзнанието за дълга, който му предстои да изпълни, преминава в България. На 21 март е в Свищов. Прощава се с близките си в Арбанаси и с верен на делото водач, през Елена прехвърля на юг от Балкан. В село Кортен полага основите на частен революционен комитет. По същия път преминава и Георги Обретенов.
С възторг и енергия Иларион Драгостинов и помощникът му се заемат да възобновят разстроения след неуспешното въстание през 1875 г. Сливенски частен революционен комитет. Да укрепят организацията, като привлекат старите съмишленици и подготвят нови, верни на делото хора. Заминава за Ямбол и се среща с Георги Дражев. Обикаля с Георги Обретенов села и призовава народа към бунт. В прокламацията си от 4 април 1876 г. пише:
„Днес е най-сгодния случай да въстанем. Дерзайте да се съберем под левското кръстно знаме и да докажем на тиранина-турчин, че знаем да мрем за свободата на отечеството си“.
Прави опити да се свърже с апостолите от другите окръзи, за да съгласуват бъдещите си действия. В разгара на приготовленията идва вестта за избухване на въстанието в IV Пловдивски революционен окръг. В навечерието на въстанието турската власт извършва редица арести и само най-смелите последват четата на Иларион Драгостинов и Георги Обретенов. На 3 май четата излиза от града и поема към Балкана.
Загива на 10 май в сражение около прохода „Вратник“ с потерята на Осман бюлюкбаши.

## Памет
На Иларион Драгостинов е наречена улица в квартал „Подуяне“ в София (Карта).